# Netafim
Нетафім  є Ізраїльським виробником зрошувального обладнання. Компанія виробляє крапельниці, крапельні лінії, та мікро емітери. Netafim також виробляє та розподіляє технології для росту рослин, включаючи системи моніторингу та контролю, системи дозування та програмне забезпечення для управління врожаєм.
Нетафім володіє часткою понад 30% світового ринку крапельного зрошування. Компанія зафіксувала доходи у 2015 році в розмірі понад 822 мільйони долари.

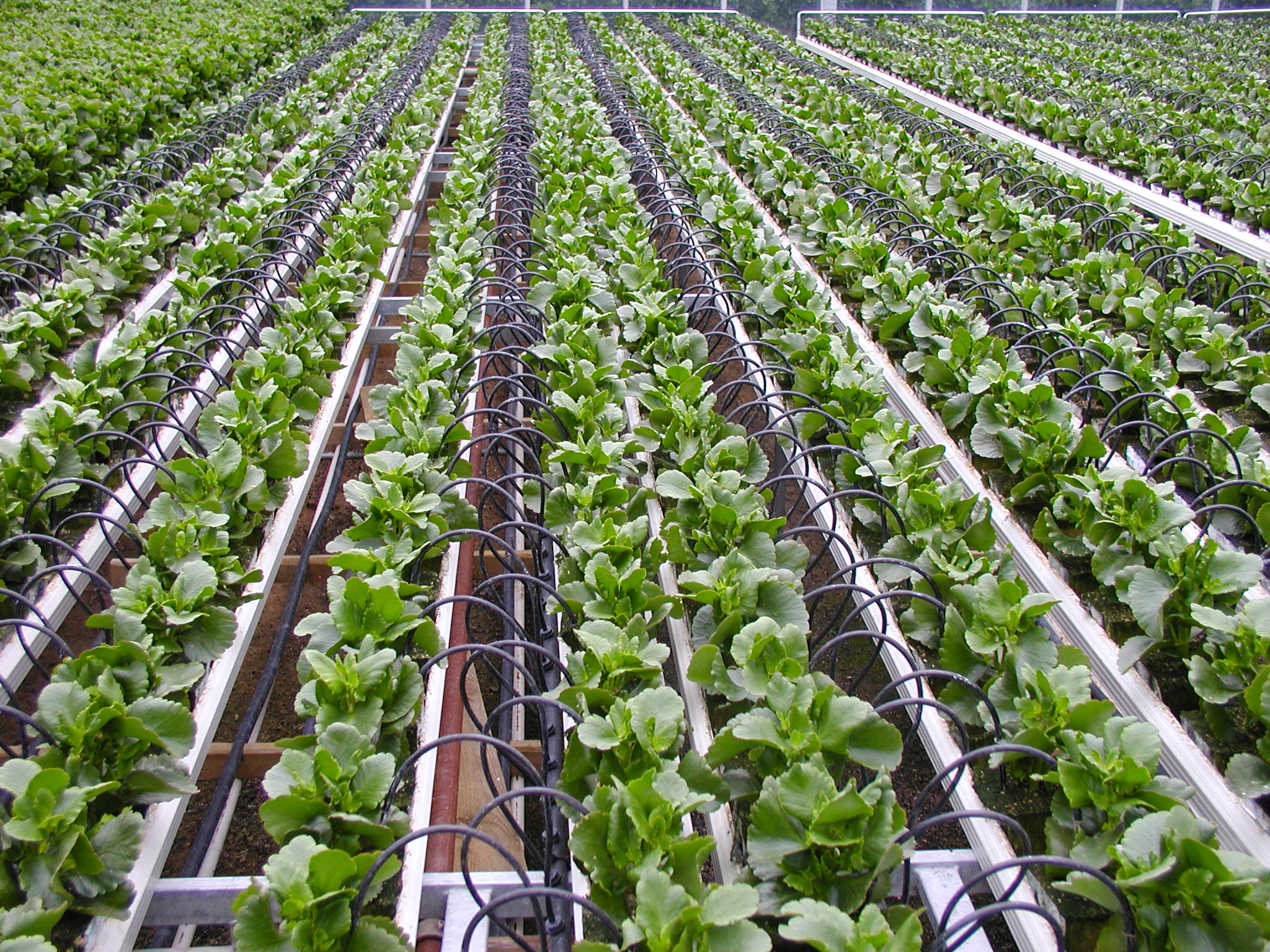
Крапельниці фірми Natafim

Нетафім очолює президент та виконавчий директор Ран Майдан, якою спільно володіє фірма Mexichem (80%) та кібуц Хацерим (20%), великі тендерні пропозиції поступають від півдюжини зацікавлених сторін, включаючи американську компанію Industrial Technologies Fortive Corp (FTV.N), Temasek Holdings [TEM.UL], виробника інструментів США Стенлі Блек і Деккер (SWK.N), китайський інвестиційний фонд Primavera та китайський виробник труб Ningxia Qinglong.

## Історія
Симха Бласс, ізраїльський інженер-гідротехнік, відкрив сутність крапельного зрошення практично випадково. Взявши за основу ефект повільного і рівномірного капання, який привів до вражаючого зростання рослин, він розробив пристрій, який раз і назавжди змінило процес зрошення - трубку, яка функціонує по крапельному принципом, повільно випускаючи воду там, де вона найбільш ефективна. Усвідомлюючи потенціал свого відкриття, він став шукати способи втілення цієї ідеї в реальність. Саме тоді він звернувся в кібуц Хацерім.
- 1960-1965 — Інженер-водник та винахідник Сімча Блас провів випробування на першому в світі крапельному пристрої.[1] Протягом 1960 - 1965 років Блас розробив крапельно-зрошувальні системи та продавав їх всередині Ізраїлю та за кордоном. У 1965 він зв'язався з Ар'є Бахрі, який керував аграною галуззю в кібуці, щоб знайти кіббуц, який міг йому дати завдання подальшого розвитку цього нового підприємства. З декількох пропозицій, Бласа вибрав кібуц Хацерім в Нагеві.
- 1965 - Кібуц Хацерім підписує з Бальсом угоду про встановлення обладнання Netafim.Кібуц Хацерім, невелике сільськогосподарське співтовариство, розташоване в пустелі Негев в Ізраїлі, став ідеальним місцем для Бласса і його нового винаходу. Спираючись на сильні сторони кибуца Хацерім, зокрема, виробничу базу, досвід і знання в галузі сільського господарства, в 1965 році була створена перша в своєму роді виробнича база "Netafim".
- 1966 - представлено перший у світі комерційний капельний апарат
- 1978 - представлент перший у світі компенсаційний (ПК) кабельний апарат
- 1981 рік - відкрито першу дочірню компанію за межами Ізраїлю
- 1998 - Злиття в єдину корпорацію декількох фірм
- 2007 - представлено перший у світі двигун з низьким потоком
- 2011 - Permira фонди набувають контрольний пакет акцій[4]
- 2013 - Натафім названий у 2013 році лауреатом Stockholm Industry Water Award (SIWI) [5]

7 серпня 2017 року Mexichem SA оголосив, що придбає Netafim з Permira Holdings Ltd. за 1,5 мільярда доларів.

## Власники
У 1973 році Нетафім отримав свого першого партнера, кібуц Магал, розташованого в районі Шарон, а потім у 1978 році і нього проявився другий партнер, кібуц Їфтаз, що розташований в районі Верхньої Галілеї. Нетафім Хацерім, Магал і Їфтах злилися для створення Netafim (ACS) Ltd в 1998 році. У 2006 році Markstone Capital Partners Group та Tene Investment Funds придбали частку Netafim. У 2011 році Європейський фонд приватного капіталу Перміра придбав більшість (61%) пакетів акцій "Нетафіму", а "Кібуц Хацерім" володів 33%, а "Кібцу Магал" володів 6%.
In 2017 these owners sold [Архівовано 22 лютого 2018 у Wayback Machine.] 80% of Netafim to Mexichem, with Kibbutz Hatzerim retaining 20%.

## Продукція

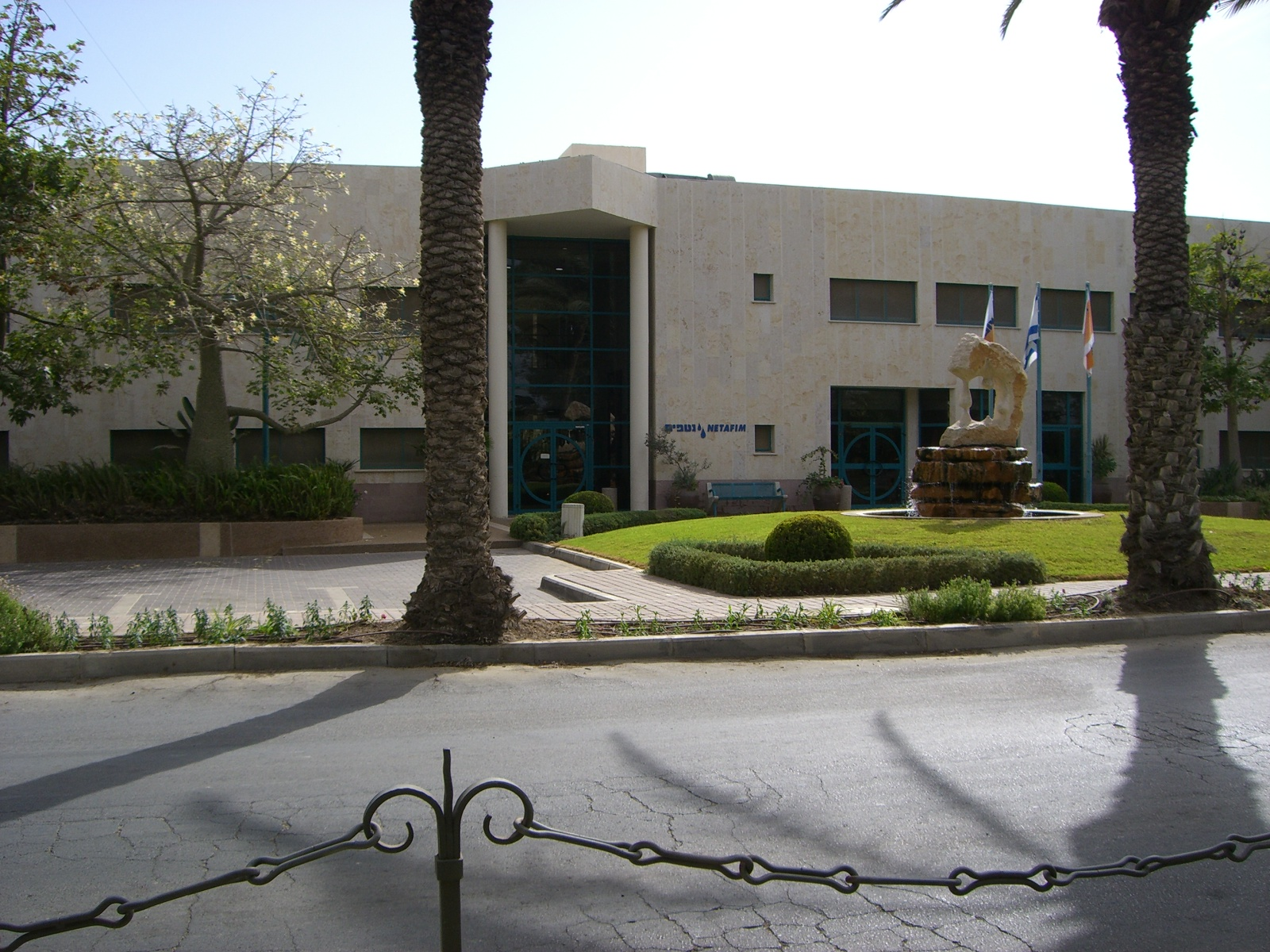
Netafim офіс в Хацерімі

Netafim виробляє системи капельного зрошення та інші вироби водних технологій, призначених для збільшення врожайності та поліпшення рослинництва при збереженні якості та кількості води та родючості ґрунту. Продукція компанії призначена для надання рішень у сферах ефективного зрошення, контролю та агрономією для цілого ряду польових культур, садів та виноградників, вирощених під різними топографічними та кліматичними умовами в усьому світі. На сьогодні Netafim розробляє екологічні рішення для виробництва палива з альтернативних джерел. Одночасно, Netafim запускає систему зрошування низького тиску, яка пропонує рішення для областей, де тиск води та / або електрична інфраструктура не дозволяють використовувати системи високого тиску. Такий розвиток сприятиме впровадженню крапельного зрошувального комплексу в додаткові сільськогосподарські райони.

## Світова мережа
У 1981, компанія відкрила NII, свою першу міжнародну дочірню компанію, в США. На сьогодні Netafim обслуговує 29 філій  і 16 заводів у всьому світі, на яких працює більше 4000 працівників.
У січні 2014 року журналом Bloomberg було оголошено, що Netafin отримав 62 мільйони доларів від контракту з водного проекту на "створення автоматичної мережі водогонів" в південному штаті Карнатака,Індія.

## Краплинні зрошувачі та стійкість
Нетафім бере участь у кількох глобальних ініціативах щодо сталого розвитку. Компанія є членом Генерального директоратуз питань водних ресурсів ООН та Міжнародного договору ООН (ГВ ООН), а також стала лауреатом премії в галузі водних ресурсів у Стокгольмі" у 2013 році за внесок у стійке управління водними ресурсами. Згідно з джерелами компанії, вона працює над використанням крапельного зрошення для рису та помідорів та скорочує парникові гази та закис азоту, пов'язаний з розмноженням водоростей.